# 萬卡班巴區 (奧克薩潘帕省)
萬卡班巴區（西班牙語：Distrito de Huancabamba），是秘魯的一個區，位於該國中部帕斯科大區的奧克薩潘帕省，始建於1944年11月27日，面積1,161.78平方公里，海拔高度1,666米，2005年人口6,810，人口密度每平方公里5.9人。